# Банковец
Банковец (болг. Банковец) — село в Болгарии. Находится в Тырговиштской области, входит в общину Антоново. Население составляет 7 человек (2022).